# مرضیه ارفع
تیمسار سرتیپ دکتر مرضیه ارفع نخستین زنی است که در ارتش ایران بود و به درجهٔ سرتیپی رسید.

## زندگی شخصی و حرفه‌ای
مرضیه ارفع فرزند عبدالرزاق ارفع یک تاجر فرش بود که در سال ۱۲۸۰ خورشیدی، در استانبول، ترکیه زاده شد. تحصیلات ابتدایی و متوسطه را نیز در همان شهر به پایان رساند. او پس از ورود به دانشگاه در سال ۱۳۰۸ در رشته طب فارغ‌التحصیل شد.
ارفع برای دو سال در ترکیه در رشتهٔ اطفال و زنان به پزشکی پرداخت و در سال ۱۳۱۰، به کشور مادری، ایران بازگشت. با استخدام در وزارت بهداری، ریاست بخش ۲ بیمارستان پهلوی سابق به او محول گردید. در سال ۱۳۱۲ توسط رضا شاه با درجه سروانی به ریاست آموزشگاه زنان ارتش رسید. از آنجا که اکثریت مردان خانواده ارفعی را افسران ارتش تشکیل می‌دادند، حضورش در پست ریاست آموزشگاه زنان ارتش سبب شد تا به تدریج طبابت در بیمارستانهای ارتش را به صورت شغل رسمی به عهده بگیرد.
مرضیه ارفع برای ۱۹ سال، در هنرستان دخترانه به آموزش بهداشت و پزشک‌یاری پرداخته‌است. او برای مدتی نیز در سازمان شاهنشاهی خدمات اجتماعی به درمان بیماران گوناگون، می‌پرداخت. نخستین ازدواج ارفع، با سروان دکتر پیشوا، عمر کمی داشت و چند سال پس از درگذشت همسر نخست خود، با دکتر بختیاری ازدواج کرد.
نخستین سرتیپ زن ایرانی، تیمسار سرتیپ مرضیه ارفعی بوده‌است. در سال ۱۳۱۲ بود که او به فرمان رضاشاه با درجهٔ هم‌ردیف سروانی (درجه‌ای افسری) در خدمت ارتش شاهنشاهی ایران درآمد. این رویداد، آغاز کار زنان، در ارتش شاهنشاهی ایران نیز بود. در سال ۱۳۳۸ او به‌عنوان نخستین زن ایرانی، با پیشرفتی دیگر، درجهٔ سرتیپی را از آن خود کرد و در سال ۱۳۴۱ پس از ۳۰ سال خدمت در ارتش شاهنشاهی ایران، بازنشسته شد. وی در تاریخ ۲۳ اردیبهشت ۱۳۵۷ درگذشت و در بهشت زهرا بخاک سپرده شد.